# Woldstedtius nigrolineatops
Woldstedtius nigrolineatops is een sluipwesp uit de familie van de gewone sluipwespen (Ichneumonidae). De wetenschappelijke naam van de soort werd, als Homotropus nigrolineatops, voor het eerst geldig gepubliceerd door Rudolf Bauer in 1981.

## Type
- holotype: "male, 15.VIII.1971"
- instituut: ZSM, München, Duitsland
- typelocatie: Duitsland, Ven